# Mesoligia bicoloria
Mesoligia bicoloria är en fjärilsart som beskrevs av Charles Joseph de Villers 1789. Mesoligia bicoloria ingår i släktet Mesoligia och familjen nattflyn. Inga underarter finns listade i Catalogue of Life.